# ولادیمیر پوپوویچ
ولادیمیر پوپوویچ (اسلواکی: Vladimír Popovič؛ زادهٔ ۲۷ نوامبر ۱۹۳۹) نقاش، هنرمند تجسمی و استاد اهل کشور اسلواکی است.